# Socket 940
Socket 940 es un zócalo de 940 pines para procesadores de servidor AMD Opteron de 64 bits y procesadores de segmento entusiasta AMD Athlon 64 FX. Este zócalo tiene una forma completamente cuadrada y los pines están dispuestos en una cuadrícula con la excepción de cuatro pines clave utilizados para alinear el procesador y las esquinas. Los primeros AMD Opteron y el antiguo AMD Athlon 64 FX (FX-51) usaron el Socket 940.

## Especificaciones técnicas
Los microprocesadores diseñados para este zócalo estaban destinados a ser utilizados en una plataforma de servidor, y como tal proporcionan características adicionales para proporcionar mayor confiabilidad. Una de esas características es la aceptación de solo módulos de memoria RAM del tipo registrada.
Si bien el zócalo AM2 de 940 pines es visualmente similar a este,los dos son eléctricamente incompatibles debido al controlador de memoria integrado. Las CPU del Socket 940 integran un controlador de memoria DDR, mientras que los modelos AM2 usan un controlador para memorias DDR2.